# Čierny Brod
Čierny Brod es un municipio del distrito de Galanta en la región de Trnava, Eslovaquia, con una población estimada a final del año 2024 de 1620 habitantes.
Se encuentra ubicado en el centro-sur de la región, en la depresión danubiana y cerca del río Váh (cuenca hidrográfica del Danubio) y de la región de Bratislava.

## Demografía
| Año        | 1994 | 2004    | 2014    | 2024    |
| ---------- | ---- | ------- | ------- | ------- |
| Población  | 1526 | 1559    | 1605    | 1620    |
| Diferencia |      | +2,16 % | +2,95 % | +0,93 % |

| Año        | 2023 | 2024    |
| ---------- | ---- | ------- |
| Población  | 1627 | 1620    |
| Diferencia |      | −0,43 % |